# Institutul de Istorie „Nicolae Iorga”
Institutul de Istorie „Nicolae Iorga” este un institut de cercetare a istoriei, aflat sub patronajul Academiei Române. A fost înființat în anul 1937 de istoricul Nicolae Iorga. Sediul Institutului se află în București, în sectorul 1, Bulevardul Aviatorilor, într-o clădire inaugurată în 16 decembrie 1939.

## Directorii institutului
- Nicolae Iorga (1937–1940)
- Gheorghe I. Brătianu (1940–1947)
- Andrei Oțetea (1947–1948)
- Petre Constantinescu-Iași (1948–1953)
- Victor Cheresteșiu (1953–1956)
- Andrei Oțetea (1956–1970)
- Ștefan Ștefănescu (1970–1989)
- Șerban Papacostea (1990–2001)
- Ioan Scurtu (2001–2006)
- Eugen Denize (2006–2007)
- Ovidiu Cristea (2007–prezent)

## Vezi și
- Lista instituțiilor din subordinea Academiei Române

## Legături externe
- www.iini.ro - Site web oficial